# Петер Печа
Петер Печа (словац. Peter Pecha; нар. 16 листопада 1975, Братислава, Братиславський край, Словацька Соціалістична Республіка, ЧССР) — чеський та словацький борець вільного стилю, учасник двох Олімпійських ігор.

## Життєпис
Боротьбою почав займатися з 1982 року. У 1994 представляв Чехію на чемпіонату Європи серед молоді, де посів 4 місце. З того ж року дебютував у складі словацької збірної на чемпіонату світу серед молоді, посівши 11 місце. У 1993 році здобув срібну медаль чемпіонату Європи серед юніорів. У подальшому виступав лише за збірну Словаччини, представивши її, зокрема, на двох Олімпійських іграх.
Виступав за спортивні клуби «Дукла» Тренчин, «Дунайплавба» Братислава. Тренер — Петр Хір'як (з 2002).

## Спортивні результати на міжнародних змаганнях

### Виступи на Олімпіадах
| Змагання                    | Збірна     | Вагова категорія           | Місце |
| --------------------------- | ---------- | -------------------------- | ----- |
| Літні Олімпійські ігри 2000 | Словаччина | вільна боротьба, до 130 кг | 16    |
| Літні Олімпійські ігри 2004 | Словаччина | вільна боротьба, до 96 кг  | 12    |

### Виступи на Чемпіонатах світу
| Змагання                        | Збірна     | Вагова категорія           | Місце |
| ------------------------------- | ---------- | -------------------------- | ----- |
| Чемпіонат світу з боротьби 1999 | Словаччина | вільна боротьба, до 130 кг | 13    |
| Чемпіонат світу з боротьби 2002 | Словаччина | вільна боротьба, до 120 кг | 16    |
| Чемпіонат світу з боротьби 2003 | Словаччина | вільна боротьба, до 96 кг  | 23    |
| Чемпіонат світу з боротьби 2005 | Словаччина | вільна боротьба, до 96 кг  | 30    |
| Чемпіонат світу з боротьби 2007 | Словаччина | вільна боротьба, до 96 кг  | 26    |

### Виступи на Чемпіонатах Європи
| Змагання                         | Збірна     | Вагова категорія           | Місце |
| -------------------------------- | ---------- | -------------------------- | ----- |
| Чемпіонат Європи з боротьби 2000 | Словаччина | вільна боротьба, до 130 кг | 5     |
| Чемпіонат Європи з боротьби 2002 | Словаччина | вільна боротьба, до 120 кг | 13    |
| Чемпіонат Європи з боротьби 2003 | Словаччина | вільна боротьба, до 96 кг  | 9     |
| Чемпіонат Європи з боротьби 2004 | Словаччина | вільна боротьба, до 96 кг  | 15    |
| Чемпіонат Європи з боротьби 2005 | Словаччина | вільна боротьба, до 120 кг | 14    |
| Чемпіонат Європи з боротьби 2006 | Словаччина | вільна боротьба, до 96 кг  | 12    |
| Чемпіонат Європи з боротьби 2007 | Словаччина | вільна боротьба, до 96 кг  | 11    |

### Виступи на інших змаганнях
| Змагання                                                          | Збірна     | Вагова категорія           | Місце  |
| ----------------------------------------------------------------- | ---------- | -------------------------- | ------ |
| Гран-прі Німеччини з боротьби 1999                                | Словаччина | вільна боротьба, до 130 кг | 9      |
| Олімпійський кваліфікаційний турнір з боротьби 2000 (Мінськ)      | Словаччина | вільна боротьба, до 130 кг | 13     |
| Олімпійський кваліфікаційний турнір з боротьби 2000 (Лейпциг)     | Словаччина | вільна боротьба, до 130 кг | 5      |
| Олімпійський кваліфікаційний турнір з боротьби 2000 (Токіо)       | Словаччина | вільна боротьба, до 130 кг | 5      |
| Олімпійський кваліфікаційний турнір з боротьби 2000 (Мехіко)      | Словаччина | вільна боротьба, до 130 кг | 8      |
| Олімпійський кваліфікаційний турнір з боротьби 2000 (Александрія) | Словаччина | вільна боротьба, до 130 кг | 8      |
| Гран-прі Німеччини з боротьби 2001                                | Словаччина | вільна боротьба, до 130 кг | 8      |
| Гран-прі Німеччини з боротьби 2002                                | Словаччина | вільна боротьба, до 120 кг | Бронза |
| Гран-прі Німеччини з боротьби 2003                                | Словаччина | вільна боротьба, до 96 кг  | 9      |
| Олімпійський кваліфікаційний турнір з боротьби 2004 (Братислава)  | Словаччина | вільна боротьба, до 96 кг  | 21     |
| Олімпійський кваліфікаційний турнір з боротьби 2004 (Софія)       | Словаччина | вільна боротьба, до 96 кг  | Срібло |
| Гран-прі Німеччини з боротьби 2005                                | Словаччина | вільна боротьба, до 120 кг | 9      |
| Гран-прі Німеччини з боротьби 2006                                | Словаччина | вільна боротьба, до 120 кг | 10     |

### Виступи на змаганнях молодших вікових груп
| Змагання                                       | Збірна     | Вагова категорія           | Місце  |
| ---------------------------------------------- | ---------- | -------------------------- | ------ |
| Чемпіонат світу з боротьби серед молоді 1995   | Словаччина | вільна боротьба, до 100 кг | 7      |
| Чемпіонат світу з боротьби серед юніорів 1992  | Словаччина | вільна боротьба, до 115 кг | 7      |
| Чемпіонат Європи з боротьби серед юніорів 1993 | Словаччина | вільна боротьба, до 115 кг | Срібло |
| Чемпіонат Європи з боротьби серед молоді 1992  | Чехія      | вільна боротьба, до 100 кг | 4      |
| Чемпіонат Європи з боротьби серед молоді 1994  | Словаччина | вільна боротьба, до 100 кг | 5      |